# 波旁王朝
波旁王朝（法語：Maison de Bourbon）是一個在歐洲歷史上曾斷斷續續地統治納瓦拉（1555－1848）、法國（1589－1792、1814－1830）、西班牙（1700－1808、1813－1868、1875－1931、1975年至今）、那不勒斯與西西里（1734-1816）、盧森堡（1964年至今）等國和意大利若干公國的跨國王朝。由於其父系祖先為卡佩王室成員，因此亦稱卡佩王朝波旁分支。
此外，由於近代波旁王室的成員多以保守和反動著稱，因此在美式英語中「波旁」一詞一度成為極端保守主義者與守舊派的代稱，当时广泛使用的一句格言是，波旁王朝“什么都没有学到，也什么都没有忘记”（"neither learned nor forgotten anything"）。波旁民主党人一词中的“波旁”一词即来源于此。

## 起源
波旁王室，顧名思義便是起緣於法國中部的波旁地區。而這個采邑最早出現於13世紀初，是法王一位家臣，也即是今天波旁王室成員的母系祖先的私人封地。而其成員的父系祖先可追溯到來自卡佩王室（House of Capet, 987年－1328年）的法王路易九世。路易九世之子克莱蒙伯爵羅貝爾與其子孫通過他和波旁领地的女继承人勃艮第的比阿特丽斯的婚姻，獲得了對波旁公國的統治權。他們二人的長子路易在1327年獲封為波旁公爵。自此以後，他的子孫以封國波旁為姓，因此這次受封被視為波旁王室的起源。
雖然波旁的主系家族在1523年，因其公爵查理三世涉嫌叛國，而被褫奪爵位，失去領地。但其波旁家族分支經過二百多年的繁衍，亦已獲得不少其他爵位。而當中的拉馬爾什-旺多姆分支（La Marche-Vendôme），成為了日後波旁王室的主軸。

## 起家於纳瓦爾
自1523年起，由於出現繼承人問題的爭議，波旁公國的爵位一直空缺，其資產暫時歸屬法國王室。1527年，法王弗朗索瓦一世将波旁公國以及公爵爵位授予旺多姆公爵查理。自此，拉馬爾什-旺多姆分支獲得了波旁公國，而這個公國也是波旁家族日後奪得法國王位的重要資本。
查理的兒子，第9代波旁公爵安托萬·德·波旁於1548年10月12日與納瓦拉女王儲让娜·达布雷特結婚。他們的長子亨利·德·波旁在1572年母親去世後繼承了納瓦拉王國，是為納瓦拉國王恩里克三世，自此波旁家族入主了這個王國。雖然此時的納瓦拉的疆域只是全盛時期的一小半，但足以成為日後波旁家族爭奪法國王位的重要基地。

## 入主法蘭西

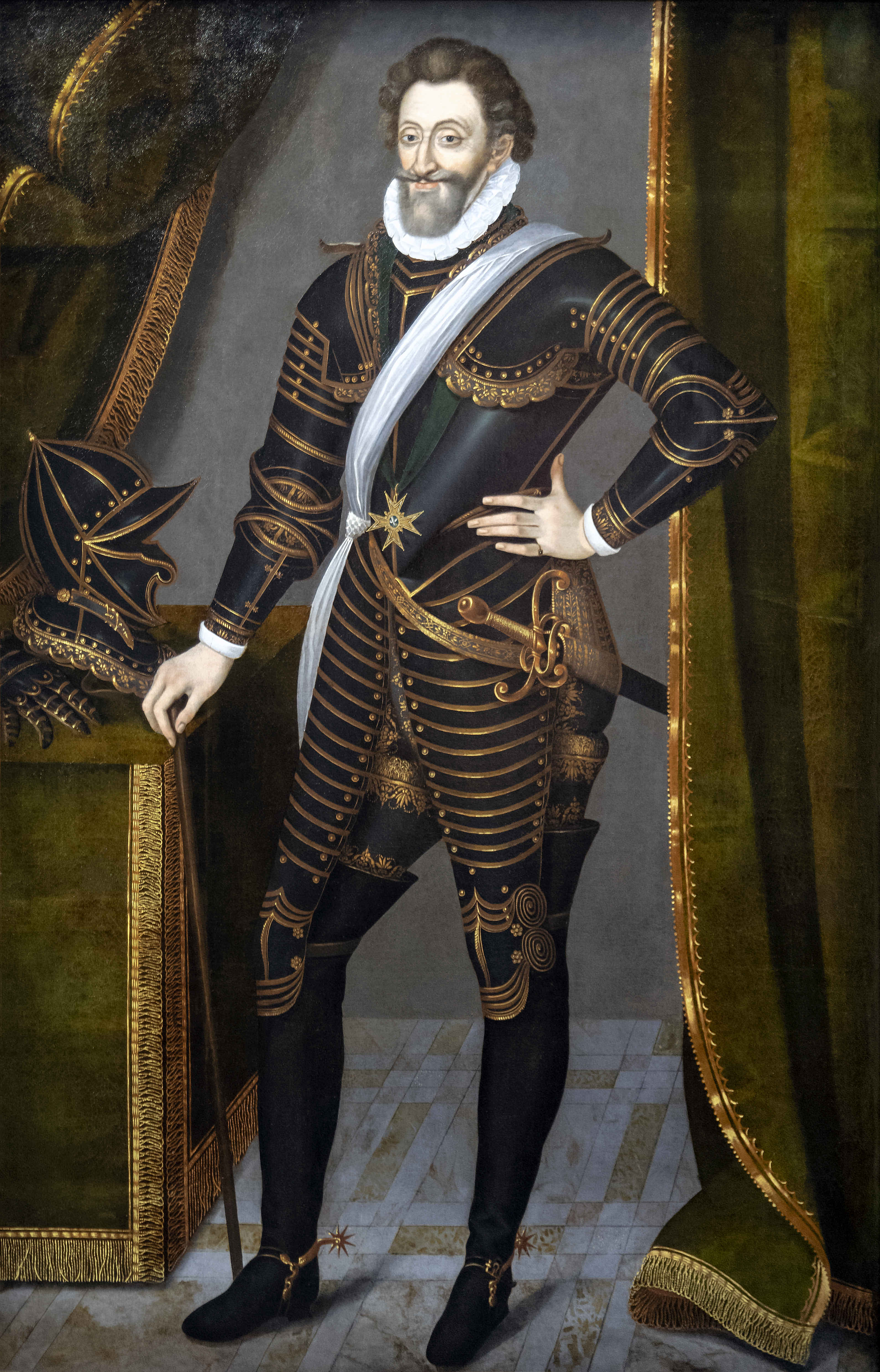
法王亨利四世，即納瓦拉王恩里克三世

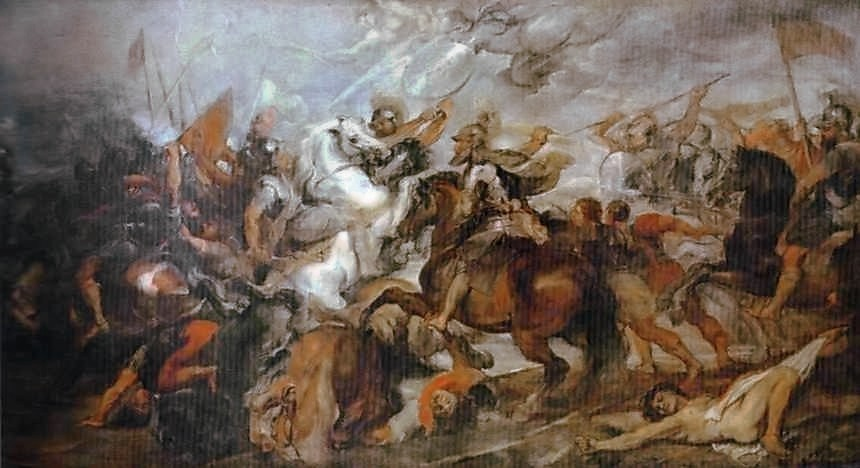
鲁本斯的画作：《伊夫里之战中的亨利四世》。伊夫里之战是法国宗教战争中的一个重要战役；此役的胜利将信新教的亨利四世推上了王位，波旁王朝随即开始。

亨利·德·波旁跟隨身為納瓦拉王國女王的母親信奉新教歸正宗的胡格諾派，母親過世後，他繼位為納瓦拉国王，由於他同時為法國貴族的身分，就成為了法國新教胡格諾派的領袖，而波旁家族的其他分支和主導法國政壇的吉斯家族信奉天主教，亨利無可避免地被捲入了這場残酷的法国宗教战争。為求自保，亨利數次宣稱改宗天主教，但私底下依舊保持自己對胡格諾派的忠誠。
宗教戰爭不但造成大量法國平民傷亡，也間接導致了瓦卢瓦-昂古莱姆家族的人丁凋零。昂古莱姆王朝的第二代君主亨利二世的三个兒子都成為了法国国王，而當中弗朗索瓦二世和查理九世皆在青年早逝。他們的弟弟亨利三世繼承了王位，而他們最小的弟弟，阿朗松公爵弗朗索瓦成為王储。1584年，弗朗索瓦王儲年少病逝，按照萨利克继承法法國王位只可傳予于格·卡佩男性系后裔中的男子，而波旁家族就是第一顺位家族。
波旁家族的另一個分支，布賽特分支（Bourbon-Busset）與亨利所屬的拉馬爾什-旺多姆分支相比，更親近於當權的瓦卢瓦-昂古莱姆家族；只是布賽特家族的祖先，因婚姻未獲法王路易十一的批准，而被取消王位繼承資格。亨利·德·波旁由此成為法国王位的合法继承人，但是他具有的胡格諾派背景，導致很多法國天主教的不滿，將他软禁在法国宫廷，接受王室的庇护。后来他改宗天主教，仍然有人不认同他的宗教信仰而拥立他的叔父大主教查理·德·波旁还俗为王位继承人。亨利将查理逮捕入狱。
1589年，亨利三世遇刺身亡后，亨利·德·波旁順利即位为法国国王，為亨利四世，納瓦拉王國亦同時併入法國。此後，納瓦拉國王成了續任法王眾多頭銜的其中一個。同时狱中的查理也被拥立为“查理十世”，但1590年病死狱中。
亨利四世成了法王之後，主動结束了困扰法国多年的宗教战争，令法國的經濟得以復甦。1598年，亨利四世颁布了南特敕令，施行宗教寬容政策，令很多信奉基督新教的手工業者留在法國，促進了法國經濟的繁榮。但亨利四世的宗教寬容政策，隨著他的駕崩而被終止施行。

## 爭奪西班牙

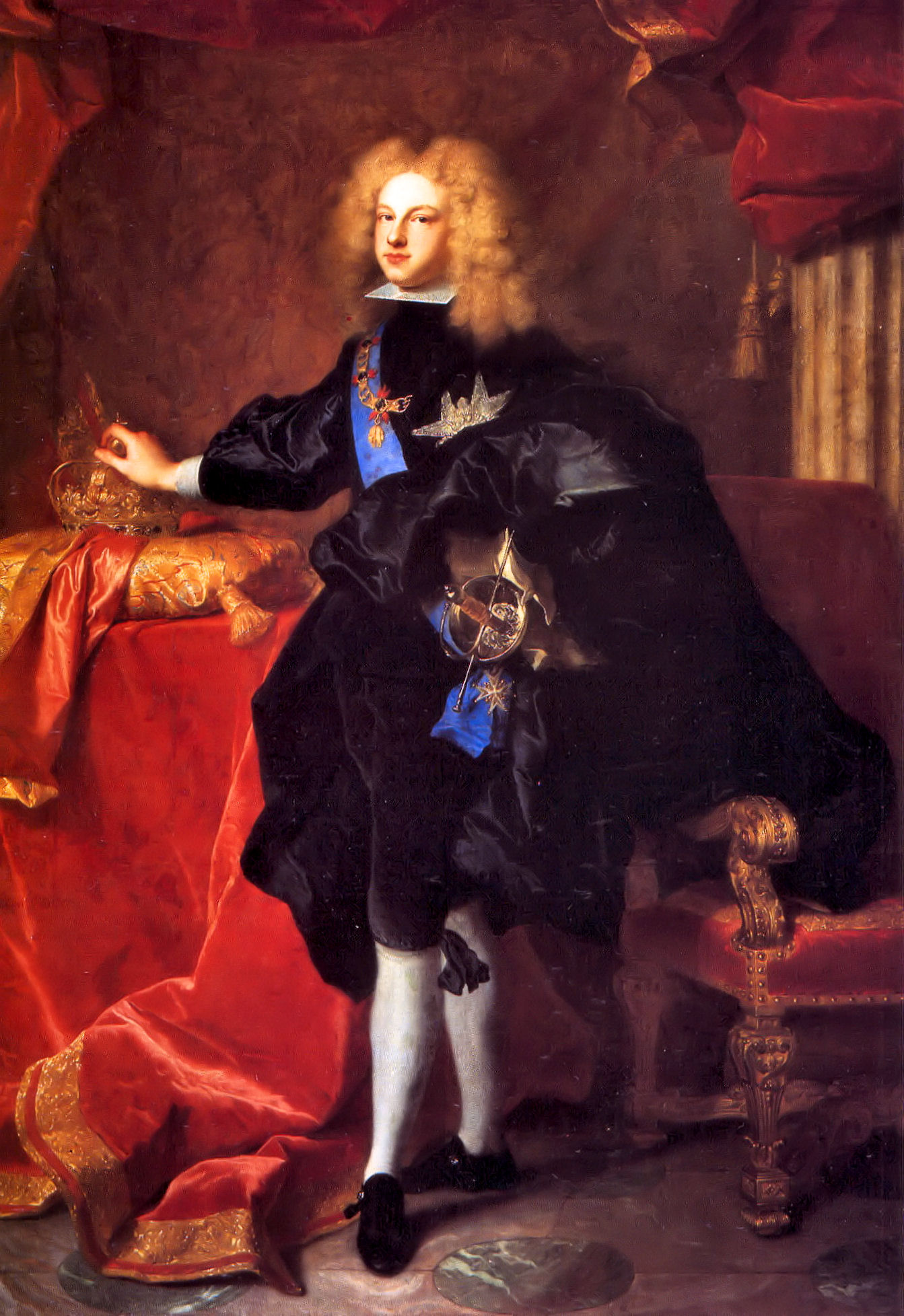
西班牙王菲利佩五世

1700年，西班牙哈布斯堡王朝最後的男嗣卡洛斯二世的去世，结束了哈布斯堡王朝對西班牙歷5代的統治。卡洛斯二世生前在群臣逼迫之下，立下遺詔，把王位传给了他的甥孫安茹公爵腓力，腓力是波旁王室成員、法國國王路易十四與王后瑪麗-泰蕾絲（卡洛斯二世異母姐）之次孙，而非奧地利哈布斯堡王朝的查理大公。
路易十四隨即將次孫推上西班牙王位，是為西班牙王腓力五世。而路易十四捍衛孫兒繼承權的強硬立場，導致西班牙王位繼承戰爭於1702年爆發。
戰事持續到1711年，此時波旁王室已在西班牙站穩，且表示願意為英、荷兩國商人提供貿易優惠和保障，加上神聖羅馬帝國約瑟夫一世去世，查理大公登基為神聖羅馬皇帝，列強為了歐洲的均勢，倒戈支持腓力，哈布斯堡聯軍瓦解。
1714年，西奧兩國簽署和約，奧地利哈布斯堡王朝承認波旁王室入主西班牙，但腓力五世及其後代必須放棄對法國的王位繼承權，西班牙帝國與法蘭西王國永遠不可以同君聯合。自此，西法兩國波旁王室正式分家，也揭開了波旁王室對西班牙斷斷續續統治三百餘載的序幕，今日的西班牙王國仍是西班牙波旁王朝的君主在位。

## 法國大革命
法國的宗教寬容時期隨著亨利四世的駕崩而逝去，隨後的波旁君主恢復了對基督新教徒的壓迫，導致大量信奉胡格諾派的手工業者離開法國，加上王室生活揮霍，國家連年用兵，導致法國經濟逐漸走下坡。而隨經濟衰退而來的還有社會矛盾，稅制不公、政府腐敗和羅馬天主教會特權等因素都增加了法國社會不穩定的因素。而美國獨立戰爭引起民主思潮和法國國內的啟蒙運動思潮，成為了法國大革命的催化劑。
1789年，由於法國王室的財政問題，法王路易十六被迫重開三級議會，但增稅的要求遭到否決，導致法資產階級和王室的武裝鬥爭開始。初時資產階級代表僅是將國家體制由君主專制轉為君主立憲制，但亦遭到歐洲列強的反對，繼而藉機入侵法國。而此時路易十六的王后（玛丽·安东尼）涉嫌向娘家奧地利通風報信，惹來極大民憤。波旁王朝終於在1792年8月10日被巴黎民眾的起義推翻。最終，路易十六在1793年1月21日成為法國歷史上唯一一位被送上断头台的君主。
在路易十六被處決後，部分保王黨人士宣稱其長子，王太子路易‧查理為法王路易十七。但那時法國已為共和國，這宣稱也無實際效用。而路易十七也沒熬過法國大革命，於1795年在獄中死去，得年10歲。此後，路易十六的弟弟，流亡俄羅斯帝國的普羅旺斯伯爵路易成為王位繼承人。

## 王朝復辟時期

「舊政權」（ancien Régime）時期的波旁王室旗幟──「白旗」（drapeau blanc）

法國大革命期間不健全的法蘭西第一共和國政府制度，使拿破崙這個野心家結束共和國奪權稱帝。但拿破崙因發動對外戰爭而稱霸歐洲的霸業並不能維持很久。1814年，拿破崙倒台，在反法同盟和法國國內拿破崙軍中的新貴的奉迎下，流亡于英國的普羅旺斯伯爵返國即位為法王路易十八。不過在軍隊和資產階級的壓力下，路易十八被迫接受一部傾向自由主義的君主立憲憲法。
但封建王朝的好景不長，拿破崙於1815年3月殺回巴黎，重建帝國，立百日皇朝，路易十八落荒而逃。在滑鐵盧戰役過後，路易十八才得以復位。而他和他的弟弟查理十世一直致力維護保王黨在國會的勢力。而一些在法國大革命期間的政策，亦因被認為傾向於自由主義而被兩人廢除。然而當時的共和革命觀念深入人心，這些舉動令波旁王朝漸失民心，最終導致1830年七月革命的爆發。

## 波旁-奧爾良王朝
查理十世保守的政策在1830年終於成為了革命的導火線。在那一年法王查理十世试图推行镇压法令，因此使得國民叛變，史稱「七月革命」。革命過後，法國國會讓奧爾良公爵路易·菲利普以法王路易十三的次子菲利普第八代孫的身分繼承王位，正式稱號為「法蘭西人的國王」路易-菲利普一世，稱為七月王朝。由於他以波旁-奧爾良為姓氏，因此他的七月王朝亦被稱為波旁-奧爾良王朝。
路易-菲利普一世采取中间路线，平衡保王派和資產階級，但依然無法解決法國經濟持續衰退的問題。1846年的工农业萧条，引致1848年二月革命，令他被迫退位。自此以後，沒有任何一位波旁王室或其分支成員能再次統治法國，法國波旁王朝自始正式落下帷幕。

## 家族現況
1830年革命後，查理十世被迫遜位。但擁護他的保王黨人拒絕承認這個決定，繼續奉他和他的子孫為法王。而路易·菲利普在1848年退位後，他的支持者也繼續擁護他和他的子孫為法王。因此，法國的保王黨分裂兩個支持不同覦位王子的派系，一個是支持查理十世和其後代的正统派（Légitimisme）和支持路易·菲利普一系的奧爾良派（Orléanisme）。
而查理十世的孫子尚博伯爵亨利去世，根據法國基於薩利克法的傳位法則，王位繼承權應首先給予与尚博伯爵血缘最近的同姓堂亲。在尚博伯爵去世後，路易十五一系已經斷絕，而血緣最接近的波旁王朝支系為路易十四次孫、大王太子路易次子腓力五世開創的西班牙波旁王朝，其次為路易十三次子奧爾良公爵菲利普一世開創的奧爾良支系。諷刺的是若撇除已經放棄法國王位繼承權的西班牙支系，血緣最接近的却是當時奧爾良派的首領巴黎伯爵菲利普。正统派支持者並不想和奧爾良派合流，因此不惜否認當年西班牙国王腓力五世放棄對法國王位繼承權決定的合法性，擁立伯爵在西班牙的堂親，西班牙王位卡洛斯派首領胡安王子為他們的首領。
由於莫提遜伯爵對法国王位的繼承合法性備受質疑，不少正统派的保王黨人轉而支持奧爾良派，再加上莫提遜伯爵的曾孫圣海梅公爵阿方索·卡洛斯在1936年無嗣而亡，不受歡迎的西班牙国王阿方索十三世成為正统派領袖，令奧爾良派成為波旁保王黨的主流。
正统派今日的首領是安茹公爵路易斯·阿方索，他是西班牙波旁王朝的阿方索十三世的次子塞戈维亚公爵海梅·德·波旁的长孙。而奧爾良派的首領巴黎伯爵让四世，是法王路易·菲利普的第六代子孫。

### 脚注
1. ↑  《牛津當代大辭典》，旺文社，1991年版 ISBN 957-508-009-2
2. ↑  Hans Sperber and Travis Trittschuh. American Political Terms: An Historical Dictionary. Detroit: Wayne State University Press, 1962.

### 书籍
- Seward, Desmond. 《波旁王朝歷任法王 (The Bourbon Kings of France)》. Barnes & Noble, 1976.
- Van Kerrebrouck, Patrick. 《波旁王朝,1256-1987 (La Maison de Bourbon, 1256-1987)》. ___v. Villeneuve d'Ascq, France: The Author, 1987–2000. [第二及四卷]
- Cole, Robert《旅行者用法國歷史 (A traveller's history of France)》. London : Cassell, 2002.